# マスターオブモンスターズ2
『マスターオブモンスターズ2』(ますたーおぶもんすたーず・つー)は、システムソフト（現 システムソフト・アルファー）より1991年に発売された日本のパーソナルコンピュータ、PC-9801用ウォー・シミュレーションゲーム、『マスターオブモンスターズ』の続編である。後にシナリオ集が発売された。また、プロジェクトEGGでもX68000版やPC-9801版が配信されている。
Windows 95用にリメイクされた『Master of Monsters 魔導王の試練』(ますたーおぶもんすたーず・まどうおうのしれん)についてもこの項目で述べる。

## システム
前作のシステムをほぼ受け継いでいるが、以下変更点について記述する。
シングルゲームが廃止され、5本のキャンペーンゲームが主体となっている。本作ではマスターも成長し、様々な大魔法を修得していくようになった。大魔法はマスターのInt(知力)を用いて使用する方法へと変更された。そのため、前作では1ターンに1回しか使用できなかった大魔法だが、本作ではIntが続く限り大魔法を使用することが出来る(後述のInt回復アイテムを使用すればさらに使用することが出来る)。なお、前作に存在した1ターン1回の精霊攻撃は廃止された。
モンスターの攻撃方法に、従来の格闘、投射に加えて魔法が追加されている。それに伴いMPが設定された。MPは前作のHPと同様に、塔に入ることで回復する。塔によるMPの回復量はランダムで5-10の値をとる。
ゲーム開始の流れはまず遊ぶキャンペーンを選択し、次に自陣営の色を選択する。基本的に手番の早い青陣営が有利だが、マップの構造によって難易度は大きく左右される。そしてプレイヤーの分身となるマスターをウォーロック、サモナー、ネクロマンサーの3人の中から選択する。
マップが始まると最初に、自国もしくは中立の塔にマスターを配置することとなる。敵マスター2人も自国が配置した後に同じ条件で配置される。初期配置によっては2ターンで敵マスター1人を滅ぼすことが可能。本作ではマスターの移動力が全般的に向上したこと、塔、城郭以外も移動可能になったこと、ターン制限なども相まって、前作より接近戦が発生しやすく、ゲーム展開はややスピーディーになっている。また、前作で青、赤、緑、黄だった陣営が青、赤、黄の3陣営までとなっており、緑陣営は離反した中立モンスターの陣営として処理される。フェイズの巡る順番は青、赤、黄、緑(中立軍)となった。
モンスターは前作とは違い、複数回のレベルアップを経て進化するように変更になっている。レベルアップのたびに各種パラメータが加算されていき、進化の際には進化後のモンスターの基本パラメータと現在のパラメータが比較され、より値の大きい方が継承されるが、最大MPのみは強制的に進化後の基本MPが適用されるため、進化直後は進化前より最大MPが減少していることが多い。また、レベルアップのたびにモンスターのHP/MPは完全に回復する。
前作では塔の支配数がモンスターの召喚可能数に直結していたが、本作では塔・要塞・城を支配する事で、「支配力」を得る事ができ、建物の支配力とマスターのIntを合計した値が実際の支配力となる。マスターのIntは大魔法を使用するたびに減少するので、支配を維持可能と思われる限界近くまでモンスターを召喚するか、大魔法の余力を残しておくのかは、プレイヤーの裁量次第となる。なお、消費されたマスターのIntは塔に居ることで次のターンに満タンまで回復する。要塞と城とでは回復しない。
支配力を超えてモンスターを支配しようとすると、モンスターを支配しきれなくなり、離脱して中立陣営として勝手に行動することになる。支配力に少々の余裕がある時もIntの高いモンスターはランダムで離脱することがある。
本作ではアイテムの概念が導入され、塔を占領するごとに6%の確率でアイテムを入手できる(モンスターの装備品に限っては、装備したモンスターを撃破する事でも入手可能)。また、隠された塔が存在しており、モンスターがそのヘックスを通過、もしくは直上で停止することにより発見される。このアイテム導入によって、前作までとは違いモンスターを強化してのパワープレイが可能となった。
なお、各モンスターには隠しパラメータとして攻撃力加算値とでも言うべき値が設定されており、ゲーム上で確認できる攻撃力は目安にしかならない。格闘攻撃と投射攻撃については、ゲーム上で表示される攻撃力に、最高でこの加算値までの乱数が加算された値が、実際の攻撃力となる。この値はレベルアップのたびに向上していき、レベルの高いモンスターほど、敵に大打撃を与える可能性が高い。すなわち、表示上変化はしないが、レベルアップのたびにモンスターの攻撃力はしっかり向上している。また、モンスターごとの加算値の初期値はかなりばらつきがあり、一例をあげるとするなら攻撃力8×2のレベル1ソルジャーの実際の攻撃力は、(9〜10)×2であるし、攻撃力4×2と、ソルジャーに比べ明らかに貧弱な印象を受けるバーバリアンの、レベル1時の実際の攻撃力は(5〜14)×2であり、平均すれば決してソルジャーには負けない。もっとも極端な例はフェアリーの進化形であるシルファーで、表示上の攻撃力は8でしかないが、実際には最大109ものダメージが期待できる。

## キャンペーンシナリオ
いずれのシナリオも、最終マップの「グランドマスター」を打倒する事が目的であり、ある程度自由に侵攻先を選択することができる。
Island Campaign
1枚のみのマップで構成される初心者向けシナリオ。
天の門
全6マップで構成される初級〜中級者用シナリオ。最短では3マップでクリア可能。
楽園喪失
全15マップで構成されるシナリオ。本作のマニュアルでは「初心者は赤、上級者は黄、中級者は青の国でプレイするのがお勧め」と記載されている。
ガイアの掟
全25マップと、最大の規模のシナリオ。Chaosのモンスターがほとんど召喚できない。そのためか最初のマップの下に隠しマップがあり、いきなりレベル8のChaosモンスターを召喚できる。
炎の大地
全8マップ。青国を選択した場合、序盤の難易度が高い。炎属性のドラゴンを召喚できるステージを探すことがポイントとなる。

## マスター
プレイヤーが選択できるマスターは3人。
ウォーロック
属性はLaw。Intは最も高くなる傾向がある。大魔法は火系攻撃魔法が得意。ユニットを吹き飛ばすトーネイドの魔法を持つ。成長するとアゲイン(再行動)の魔法が使える。氷系攻撃魔法と雷系攻撃魔法は中レベルまでは一つも使用できない。
サモナー
属性はNeutral。Intが低めだが、ハイシールド(全ての攻撃を半減させる)やハント(敵モンスターを自軍に引き入れる)といったウォーロック、ネクロマンサーでは習得できない便利な魔法を習得可能。また、タワーワープの魔法を低レベルから使用できる。大魔法は回復と雷系攻撃魔法が得意。テンペストの魔法でユニットを吹き飛ばせる。これはウォーロックのトーネイドと少し異なり味方も敵も吹き飛ばされたモンスターは小ダメージ。成長するとアゲインが使える。精神系攻撃「マインド」を覚える時期が比較的遅いため、初期の霊体系のモンスターの排除はモンスターに頼ることになる。移動方法がワープのため敵に取り囲まれても脱出しやすい。
ネクロマンサー
属性はChaos。大魔法は攻撃系、特に氷系と精神系が得意だが、回復系はかなり苦手。アゲインを習得することが出来ない。

### 召喚コスト
モンスターの召喚コストはマスターの属性とモンスターのIntで決定される。マスターと同属性のモンスターはIntの0.5倍、反対属性のモンスターは2倍の召喚コストを必要とする。Newtralのモンスターをウォーロック、ネクロマンサーが召喚する場合、およびサモナーがLaw、Chaosのモンスターを召喚する場合は1倍となる。なお、若干計算は違うが、敵モンスターを寝返らせるハントの大魔法のコストも、彼我の属性を比較して導かれる。

## モンスター
ここで記述するものは、エクスパンションキットにて追加されたモンスターを除くモンスターである。
モンスターにはHP(ヒットポイント)、MP(マジックポイント)、INT(知力)、AG(敏捷度)の他に、防御属性(火、氷、雷、物理、精神攻撃に対する抵抗値)、移動属性(陸、陸森、陸氷、陸火、低空、高空、川、海、深海)が設定されている。INTが高いと魔法攻撃の命中率が上昇するが、より多くの支配力が必要となる。AGが攻撃対象モンスターより高いと、格闘と投射の攻撃命中率が高くなり、敵の格闘・投射攻撃の命中率が低下する。各攻撃命中率は、90％を超えることはなく、10％を下回ることはない。
ドラゴン(L)→ラージドラゴン(L)→レッドドラゴン→ファイヤードラゴン→キングドラゴン(L)
格闘よりもブレス(炎)による投射攻撃が得意。HPが高く、壁とするのに向いている。
ドラゴン(C)→ラージドラゴン(C)→デスドラゴン→ヘルドラゴン→マッドドラゴン
炎はドラゴン(L)より弱めだが、格闘は強めになっている。進化するとマインド系の魔法攻撃が使えるようになる。なお、攻撃力加算値が高く、ムラがあるものの、表示より有意に攻撃力が高い。
ドラゴン(N)→ラージドラゴン(N)→ホワイトドラゴン→プラチナドラゴン→キングドラゴン(N)
コールドブレスで投射攻撃を行うドラゴン。全体的に性能はL,Cのドラゴンに比べて低め。雪原を素早く移動できるが、反面、火山には立ち入れない。
ソルジャー(L)→ファイター→ナイト→ホワイトナイト
成長すれば雷系の魔法を使えるようになる。ナイト以上に成長すると、前作同様一撃必殺を狙える高威力のランスが使用可能(ただし本来ランスは投げて使用するものではないが、本作では投射攻撃で扱われている)。ナイトとアイテム「騎士の龍」によってドラゴナイトに進化可能。ドラゴナイトは低空属性となり、ファイヤーボールを使用できる。
アマゾネス(N)→レディナイト→ワルキューレ
HPと格闘は低いが、AGが高いため攻撃回避率がかなり高い。アマゾネスの時点では目立った防御耐性は無い。魔法は使えないが、ワルキューレへ進化するとワープ移動となる上に、強力な雷系投射攻撃「サンダーアロー」が使用可能となる。ただし、ワープ移動ではあるが低空属性となるため、レディナイトまでのような「森林ヘックスに立てこもり、壁となる」といったことはできない。
バーバリアン(C)→バーサーカー→デスナイト→ブラックナイト
攻撃力の安定性は劣るものの、それ以外はソルジャーとほぼ同様となっている。修得する魔法は氷系。表示上は非常に非力と言わざるを得ない攻撃力であるが、ドラゴン(C)と同様に攻撃力加算値が高く、実際の所、攻撃力ではLawのソルジャー系といい勝負である。
エルフ(L)→ハイエルフ→マスターエルフ
物理系魔法「ソニックウェーブ」を得意とする。ただし、INTがエンジェル・デーモンよりも低いため、攻撃成功率が若干劣る。HPは少ないがアマゾネスと同じく、回避率は抜群。アイテム「エルフの反鏡」を使うことでダークエルフに進化し属性がCになる。ダークエルフは魔法攻撃が8回攻撃となるためMPがすぐになくなるが、1回あたりの標準ダメージが33なのでかなり強力である。
トロール(N)→ジャイアント→アースギガント→コロサス
格闘も投射も攻撃回数が1回なのが特徴のモンスター。HPはかなり高いが、AGが低く、命中率・回避率では不利を強いられる上に、攻撃回数が1回しかないので、当たり外れが大きい。
フロストギガント(C)→スノーギガント→アイスコロサス
キャンペーン中盤から登場するC系のジャイアント。トロール系と似た特徴を示すが、格闘攻撃回数が2回のため、攻撃力の安定性はトロール系より上である。
ペガサス(N)→モノペガサス→グリフォン→ピポグリフォ
移動属性は低空。モノペガサスになると高空移動属性のため、ロック系に対抗できる。戦闘力はかなり低いが、ピポグリフォに進化すればファイヤーボールを覚えるため、それなりに強くなる。ただし、ロック系はファイヤーバード→フェニックスと進化し、火の耐性が強くなるため、ペガサスは格闘を強化した方が対抗できる。
ロック(C)→ファイヤーバード→フェニックス
移動が高空属性であり、移動力自体も抜群であり、占領任務に大活躍する。ファイヤーバードとアイテム「雷鳥石」でサンダーバードに進化する。サンダーバードは全モンスターの中で最大の移動力(11ヘックス)を誇る。
ミスト(C)→レイス→ダークレイス→ブラックレイス
移動力は低いがワープ属性のため、他のモンスターのZOCの影響を受けない。得意な攻撃はマインド系の攻撃魔法。ただしINTが低いため命中率は低い。精神以外の防御力が非常に高く、精神属性以外の攻撃では1撃につき1ダメージしか受けない点が最大の特徴。ただしHPはモンスター中最も低い値となっている。天敵はマインド系魔法を使用するエンジェル系とデーモン系。また、低レベルのうちは攻撃回数の多いオクトパスも天敵となる。ブラックレイスにアイテム「言霊」でスペクターとなり、更に成長するとファントムに進化する。
エンジェル(L)→アークエンジェル→ケルビム→セラフィム
移動属性は低空。占領任務はもちろん、強力な精神属性魔法攻撃が使えるため、ミスト対策をメインとして戦闘でも活躍するが、格闘は弱くHPも高いとは言い難いため、突出して囲まれると脆い一面がある。ケルビム以上になると、強力な雷系投射攻撃が追加される。
ケルビムとアイテム「天使の鎧」でエンジェルナイトに、セラフィムとアイテム「大天使の杖」でミカエルに進化可能。
デーモン(C)→アークデーモン→マスターデーモン→グレートデーモン
Chaos版エンジェルである。進化に要するレベルが低くエンジェルよりやや使い勝手が良いが、MPや攻撃回数では劣る。グレートデーモンとアイテム「堕天使の杖」でルシフェルに進化する。マスターデーモン以上になると、氷系投射攻撃が追加される。
サーペント(N)→シードラゴン→リバイアサン
進化すれば強力な雷系投射攻撃が使える。海での攻撃回避力が非常に高い。ただし、川では移動力が低下する。
オクトパス(C)→テンタクルス→ルスカ
攻撃回数8を誇るモンスター。進化すれば10回攻撃になる。海での攻撃回避力が非常に高いが、川では移動力が低下する。ただし攻撃方法は格闘のみ。なぜかタコからイカに進化する。
フェアリー(L)→ピクシー→シルフ→シルファー→スプライト
HPは低いが、回避率、魔法防御が非常に高い。ゲームに表示される数値上では攻撃力が低いが、攻撃加算値の上限が高い。運が良ければミスト系以外のほとんどのモンスターを1回の戦闘で撃破可能である。物理系を除く各防御属性が高い、かつ、AGが高いことにより格闘・投射攻撃がほとんど当たらないため、最終的には最強のモンスターとなる。
メガロドン(L)
川にも進入できない移動属性「深海」のサメタイプのモンスター。格闘攻撃力や移動力自体は高い。マスターの隣接ヘクスに海ヘクスがないと召還すら出来ない。これはマンタも同様である(アイテム「ウイングリング」を装備させて、属性を高空に変化させても召還できない)。
マンタ(C)
川にも進入できない移動属性「深海」のエイタイプのモンスター。モンスター特性はメガロドンと似たようなものであるが、アライメントが違う。「ガイアの掟」で敵としてのみ登場、サモナーの大魔法ハントでのみ配下にできる。エクスパンションでは自軍で召喚可能。
アシュラ(C)
その6本の腕で、格闘攻撃回数6回、魔法攻撃回数8回を誇るモンスター。魔法攻撃は非常に強力だが、攻撃回数のためにMPの減少が早い。
セイレーン(L)
移動属性「川」のモンスター。海では移動力が低下する。精神系の魔法攻撃をする。
キメラ(N)→スフィンクス
移動属性は低空。合成魔獣であり、格闘、ファイヤーブレス、アイスストームを使用できる。ただし、スフィンクスになると格闘、マインドブラストに変化する。投射攻撃が消え、自身の火炎・氷防御率は下がってしまう。
炎の魔神(N)
火山でも活動できる魔神。格闘とヘルファイヤーが攻撃手段。
氷の魔神(N)
雪原でも強い魔神。格闘とアイスストームが攻撃手段。
ソードマン(C)
二刀流の剣士。投射、魔法攻撃は持たない。通常は敵としてのみ登場、サモナーの大魔法ハントでのみ配下にできる。

## アイテム
格闘攻撃系装備アイテム
シルバーソード(ダメージ+6)　ホーリーランス(ダメージ+9)　ドラゴンクロウ(ダメージ+12)　エクスカリバー(ダメージ+15)　ガントレット(格闘攻撃回数+1)
投射攻撃系装備アイテム
スターボウ(ダメージ+5)　クリスタルボウ(ダメージ+10)　ブラックボウ(ダメージ+15)　マジックハンド(投射攻撃回数+1)
魔法攻撃系装備アイテム
スターワンド(ダメージ+5)　マジックワンド(ダメージ+10)　マスターワンド(ダメージ+15)　マジックリング(魔法攻撃回数+1)
防御系装備アイテム
電撃の盾(電撃系防御属性+50)　吹雪の盾(冷気系防御属性+50)　オリハルコンの盾(物理系防御属性+50)　ソロモンの盾(精神系防御属性+50)　火竜の盾(火炎系防御属性+50)
移動系装備アイテム
スピードブーツ(移動力+1)　ワープリング(移動属性がワープになる)　ウイングリング(移動属性が高空になる(例え水中モンスターでも))　
移動系消費アイテム
ブロンズアンク　シルバーアンク　ゴールドアンク　ブラチナアンク(いずれも1フェイズの間、移動力を強化する)
モンスターのパラメータを永久に上昇させるアイテム
風の実(AG+20)　魔宝石(INT+5)　知恵の実(INT+15)　命の草(最大HP+5)　命の実(最大HP+10)　めぐみの水(最大HP+15)　めぐみの杖(最大HP+20)　祝福の杖(最大HP+25)　魔光石(最大MP+5)　魔照石(最大MP+10)　魔輝石(最大MP+15)
ただし、最大MPを上げた後進化した場合には、進化したキャラの原MPに戻ってしまう。
味方モンスターのHP回復アイテム
E・ヒールオール(大魔法ヒールオールの強化版)　聖者の水(ヒールと同じ効果)
味方モンスターのMP回復アイテム
エルフの水(チャージと同じ効果)
マスターのINT回復アイテム
賢者の杖　賢者の指輪　賢者の冠　王者の紋章
クラスチェンジアイテム
エルフの反鏡(ハイエルフに使用するとダークエルフに)　　雷鳥石(ファイヤーバードに使用するとサンダーバードに)　　騎士の龍(ナイトに使用するとドラゴナイトに)　　天使の鎧(ケルビムに使用するとエンジェルナイトに)　　大天使の杖(セラフィムに使用するとミカエルに)　　堕天使の杖(グレートデーモンに使用するとルシフェルに)　　言霊(ブラックレイスに使用するとスベクターに)　　
その他アイテム
メルト(敵1体を高熱で焼く)  ビッグクェイク(地震を起こし敵味方関係なくダメージを与える)　マインド(目標モンスター及び周囲2ヘクスにいる敵モンスターへの精神攻撃)　賢者の目(隠された塔を発見できる)　フォグ(全ての敵の敏捷度を1フェイズの間下げる)　ブラッククラウド(全ての敵の敏捷度を1フェイズの間下げる)　飛翔石(大魔法タワーワープと同じ)　成長石(味方モンスターのレベルを+1上げる)　進化石(味方モンスターのクラスを+1上げる)　影の手(1フェイズの間、味方モンスター1体の攻撃回数が+1される)　夢魔の目(全ての敵モンスターを1フェイズの間眠らせる)　死の言葉(すべての敵モンスターに1～500のダメージを与えるが、使用したマスターのHPは1になる)　裏切りの花(敵モンスターをランダムに中立状態にする)　

## マスターオブモンスターズ2　シナリオ集
1991年8月に発売された、マスターオブモンスターズ2の追加シナリオ集。5つの追加シナリオが含まれている。マスターオブモンスターズ2が必要となっている。

### 追加シナリオ
アイランド＋
「Island Campaign」の島を大きくして4分割したキャンペーン。
怪獣王
全9マップ。最短ルートは3マップ。最初のマップでは敵味方のモンスターの平均レベルが3の中、自軍はレベル22の氷の魔人を召喚可能。これは終盤のマップの敵のマスターよりも高めのレベルである。自軍の召喚可能なモンスターがレベル1のセイレーンのみであるマップが三つある(そのうち二つは終盤に必ず通る)ため、それまでのマップで引き継ぐモンスターが重要。
蒼き海の英雄
上級者向けのキャンペーン。追加シナリオ集の中では最多のマップ数である。侵攻ルートによってはすぐに最終面に近い下階層に進めるが、敵が強力な上に一方通行のため周辺のマップをクリアして別のルートを開かない限り上階層に戻れないので、周辺のマップを巡りながらのレベルアップが無難。
ガイア・ネクスト
「ガイアの掟」からの引継ぎを前提としたシナリオ。全9マップ。海ばかりのマップや隠し塔だらけのマップなど、ユニークなつくりのマップが多い。最終面のマスターが両方ともグランドマスターなのが特徴。
源流の果てに
「天の門」の続編となるシナリオ。中央部のマップは1つの大きな湖を囲むようにつくられている。
上記では引継ぎシナリオが限定されているが、実際のPC-98版のゲームでは「天の門」から「源流の果てに」という引継ぎができず、さらに下記の例のような想定外の引継ぎが可能。
「ガイア・ネクスト」をクリアした後、そのデータを引き継ぎ、「源流の果てに」を開始し、「源流の果てに」をクリアしたデータを引き継ぎ、「ガイア・ネクスト」を開始し…と、相互にデータの引継ぎを行いながら何度でもシナリオを進めることが可能のため、マスター、モンスターのレベルを無限に上げながらプレイすることも可能だが、モンスターはレベルアップに伴い知力が上昇するため、マスターの支配力が追いつかずにいずれ行き詰まりとなる。

### 追加モンスター
テンプルナイト(L)
ホワイトナイトがレベル25になると進化する、ソルジャーの最終進化型。投射攻撃の威力が倍近くになり、魔法攻撃の回数も増加している。防御力も全属性において強化されている。
アテナナイト(N)
ワルキューレがレベル22になると進化する、アマゾネスの最終進化型。投射攻撃が3回になり、魔法攻撃も追加されている。スプライトに匹敵するAGを持つ。
ヘルナイト(C)
ブラックナイトがレベル25になると進化する、バーバリアンの最終進化型。投射攻撃が火炎2回、魔法攻撃が強力な冷気1回に変化している。また、火炎と冷気の防御力が格段に上がっている。
グランエンジェル(L)
セラフィムがレベル30になると進化する、エンジェルの最終進化型。投射攻撃が3回になっている。また、移動属性が高空に変化。
グランドサタン(C)
グレートデーモンがレベル30になると進化する、デーモンの最終進化型。投射攻撃の属性が物理に変わっている。また、移動属性も高空に変化。
ギルマン(C)→ギルファイター→ギルマスター
半魚人であり、移動属性は川。投射攻撃に加えてギルマスターになると魔法攻撃も使えるが、全ての攻撃属性は物理である。
リザードマン(L)→リザードソルジャー→リザードナイト
移動属性は陸火で、火山地帯に侵入できる。魔法攻撃は使えない。
ヒュドラ(N)→クラーケン
海属性で、電気属性の投射攻撃を持つ。クラーケンになると精神属性の魔法攻撃が使える。電気属性の防御が非常に高い。
ダークエンジェル(C)→ヘルエンジェル
天使だが魔法攻撃は精神属性ではなく電気属性になっている。投射攻撃は使えない。
侍(L)→大名→将軍
攻撃力は高めだが、将軍に進化するまでは格闘攻撃しか行えない。その割には精神の防御力が高く、物理防御はあまり高くない。投射攻撃は行えない。
下忍(C)→上忍(N)→頭領(L)
進化すると属性がChaosからNewtral、Lawfulへと変わっていく。フェアリー同様、攻撃加算値が大きい。投射攻撃が使える上、上忍からは魔法攻撃も可能。
デスパイク(N)→ミールピード
ゲルンガーが異世界より召喚したモンスター。強烈な格闘攻撃と、スプライトを超える非常に高いAGを持つ。精神属性の攻撃は1撃につき1ダメージしか受けない。見かけによらず、悪魔や天使に匹敵する高い知力を持つ。
ミュースラッグ(N)→キングスラッグ
ゲルンガーが異世界より召喚したモンスター。キングスラッグに進化すると、強力な電気属性の投射攻撃が使える。物理と精神の属性の防御が非常に高く、精神属性の攻撃は1撃につき1ダメージしか受けない。見かけによらず、悪魔や天使に匹敵する高い知力を持つ。
ヘルスコーピオン(N)
ゲルンガーが異世界より召喚したモンスター。電気属性以外の全ての属性、特に火炎と精神の防御が非常に高く、精神属性の攻撃は1撃につき1ダメージしか受けない。移動属性は陸火。見かけによらず、悪魔や天使に匹敵する高い知力を持つ。
バスタークラブ(N)
ゲルンガーが異世界より召喚したモンスター。電気属性以外の全ての属性の防御が高い。精神属性の攻撃は1撃につき1ダメージしか受けない。移動属性は川。見かけによらず、悪魔や天使に匹敵する高い知力を持つ。
サンダードラゴン(L)
移動属性が高空である点もあり、高い移動力を持つ。火炎属性の投射攻撃と電気属性の魔法攻撃を使える。電気属性の攻撃は1撃につき1ダメージしか受けない。
ゴーレム(N)
全ての属性の防御が非常に高く、ダメージの9割を軽減する。HPは低めだが、アイテムでHPを上げてやると囲まれても落ちない鉄壁のユニットになる。

## Master of Monsters 魔導王の試練
1997年3月にWindows 95/98用として発売された。基本的な内容は同じだが、塔の位置や数が変更され、迅速にマップをクリアすることでボーナス経験値が得られるようになった。また、一回の戦闘/大魔法/塔占領あたりの取得経験値が1から3にアップしたため、マスター、ユニットともにレベルアップしやすくなっている。以上により全体的に獲得経験値が向上している。
戦闘システムは少々変更されており、オリジナル版では攻撃回数が複数回の場合、攻撃側・防御側が交互に攻撃と反撃を行っていたものが、攻撃側が攻撃し尽くしてから防御側が反撃を行う仕様に変更された。これにより、防御側は反撃する前に倒される可能性が生じ不利となる。
戦闘アニメーションは、PC-9801版では単色によるキャラ表示だったものが、256色のアニメーションとなった。
ゲーム画面は全画面表示の解像度固定で、BGMはMIDIで再生される。最初に発売されたものはNT系のOSでもメーカー保証外である。2008年8月現在販売中のセレクション2000シリーズのものは、Windows 2000およびXPにも正式対応している。

## 開発スタッフ
デザイン 福田史裕
プロデューサー 渡辺徹